# Потомки солнца
Потомки солнца (кор. 태양의 후예, Taeyangui Huye) — южнокорейский военно-драматический телесериал 2016 года, в котором снялись Сон Джунги, Сон Хегё, Джин Гу и Ким Джи Вон Он транслировался телеканалом KBS2 с 24 февраля по 14 апреля 2016 года по средам и четвергам в 21:55 по корейскому времени.

## Сюжет
Ю Сиджин (Сон Чжун Ки) — капитан подразделения специального назначения корейской армии, находящегося с миротворческой миссией в горячей точке вымышленной страны Урук. Случайная встреча с доктором Кан Моён (Сон Хегё) приводит к взаимной влюблённости, однако их профессиональная деятельность не позволяет роману развиваться гладко. Сиджин должен выполнять приказы военного командования и руководить солдатами, а у Моён не получается стать профессором из-за привилегированного положения её коллеги-конкурента. Во время одного из свиданий они понимают, насколько расходятся их взгляды на жизнь: солдату приходится убивать ради защиты других жизней, доктор же считает, что спасти нужно всех. Они решают распрощаться. Восемь месяцев спустя Моён подвергается сексуальным приставаниям со стороны своего начальника, отказав ему, она вынуждена отправиться в горячую точку в Урук. Там Сиджин и Моён вновь встречаются, им вместе приходится пережить землетрясение и эпидемию, но в это время их чувства к друг другу вспыхивают вновь. После возвращения в Корею они продолжают встречаться, пока Сиджина не отправляют на миссию, где он пропадает без вести.

## В ролях
- Сон Джунги — капитан Ю Сиджин[1]
- Сон Хегё — доктор Кан Моён[2]
- Джин Гу[англ.] — старшина Со Дэён
- Ким Дживон — армейский врач, лейтенант Юн Мёнджу
- Кан Синыль[англ.] — генерал-лейтенант Юн (отец Юн Мёнджу)
- Оню — Ли Чихун, студент-медик
- Хён Джюни[англ.] — Пё Джису — врач, специалист по патологиям
- Ли Сынджун[англ.] — Сон Санхён, старший хирург
- Ан Бохён — Лим Гваннам

## Съёмки
Сериал Потомки солнца, в отличие от большинства корейских дорам, был уже полностью снят, смонтирован и готов до начала показа на телевидении. Роль в сериале стала первой для Сон Джунги после прохождения двухгодичной службы в корейской армии.
Съёмки начались 12 июня 2015 года в Сеуле. 28 сентября съёмочная команда отправилась в Грецию, где были сняты военные эпизоды. Съёмки проходили в Закинфе, Арахове и Лемносе. 25 ноября 2015 года появилась информация, что во время съёмок Сон Джунги поранил руку; при обследовании, врачи обнаружили также повреждения связки правого колена; актёр вернулся на съёмочную площадку 7 декабря. Последний дубль был снят 30 декабря 2015 года. Бюджет телесериала составил 13 миллиардов корейских вон (примерно 10,8 миллионов долларов США).

## Саундтрек
| №   | Название                                      | Исполнитель              | Длительность |
| --- | --------------------------------------------- | ------------------------ | ------------ |
| 1.  | «Always»                                      | Юн Мирэ                  | 3:25         |
| 2.  | «Everytime»                                   | Чен и Punch              | 3:08         |
| 3.  | «This Love (이 사랑)»                         | Davichi                  | 3:46         |
| 4.  | «You Are My Everything»                       | Gummy                    | 4:00         |
| 5.  | «Once Again (다시 너를)»                      | Ким Наён feat. Mad Clown | 3:55         |
| 6.  | «Talk Love (말해! 뭐해?)»                     | K.Will                   | 3:37         |
| 7.  | «With You»                                    | Lyn                      | 4:15         |
| 8.  | «By My Side (사랑하자)»                       | SG Wannabe               | 3:46         |
| 9.  | «Wind Beneath Your Wings (그대, 바람이 되어)» | M.C the MAX              | 3:55         |
| 10. | «How Can I Love You»                          | XIA (Ким Джунсу)         | 4:20         |

### Позиции в чартах
| «Always» (Юн Мирэ)                          | 2016 | 2   | - KOR (DL): 789 103+ | Part 1  |
| «Everytime» (Чен и Punch)                   | 2016 | 1   | - KOR (DL): 721,772+ | Part 2  |
| «This Love» (Davichi)                       | 2016 | 1   | - KOR (DL): 813,169+ | Part 3  |
| «You Are My Everything» (Gummy)             | 2016 | 1   | - KOR (DL): 728,036+ | Part 4  |
| «Once Again» (Ким Наён feat. Mad Clown)     | 2016 | 2   | - KOR (DL): 523,035+ | Part 5  |
| «Talk Love» (K.Will)                        | 2016 | 1   | - KOR (DL): 593,334+ | Part 6  |
| «With You» (Lyn)                            | 2016 | 15  | - KOR (DL): 261,358+ | Part 7  |
| «By My Side» (SG Wannabe)                   | 2016 | 10  | - KOR (DL): 224,808+ | Part 8  |
| «Wind Beneath Your Wings» (M.C the MAX)     | 2016 | 8   | - KOR (DL): 123,348+ | Part 9  |
| «How Can I Love You» (XIA)                  | 2016 | TBA | TBA                  | Part 10 |
| «—» обозначает, что песня не попала в чарт. |      |     |                      |         |

## Рейтинги
| № серии         | Дата показа     | Средний охват | Средний охват                           | Средний охват | Средний охват                           | Средний охват |
| № серии         | Дата показа     | TNmS Ratings  | TNmS Ratings                            | AGB Nielsen   | AGB Nielsen                             |               |
| № серии         | Дата показа     | Национальный  | Сеульский национальный столичный регион | Национальный  | Сеульский национальный столичный регион |               |
| --------------- | --------------- | ------------- | --------------------------------------- | ------------- | --------------------------------------- | ------------- |
| 1               | 24 февраля 2016 | 12.6 % (7)    | 12.7 % (4)                              | 14.3 % (4)    | 14.4 % (4)                              |               |
| 2               | 25 февраля 2016 | 13.5 % (6)    | 14.5 % (4)                              | 15.5 % (3)    | 16.0 % (4)                              |               |
| 3               | 2 марта 2016    | 21.8 % (2)    | 22.7 % (1)                              | 23.4 % (2)    | 24.6 % (2)                              |               |
| 4               | 3 марта 2016    | 22.9 % (2)    | 23.5 % (2)                              | 24.1 % (2)    | 25.1 % (2)                              |               |
| 5               | 9 марта 2016    | 24.6 % (2)    | 26.3 % (1)                              | 27.4 % (1)    | 29.2 % (1)                              |               |
| 6               | 10 марта 2016   | 25.4 % (2)    | 27.6 % (1)                              | 28.5 % (1)    | 29.8 % (1)                              |               |
| 7               | 16 марта 2016   | 27.0 % (2)    | 28.9 % (1)                              | 28.3 % (1)    | 30.1 % (1)                              |               |
| 8               | 17 марта 2016   | 25.9 % (2)    | 28.7 % (1)                              | 28.8 % (1)    | 30.5 % (1)                              |               |
| 9               | 23 марта 2016   | 29.7 % (1)    | 32.3 % (1)                              | 30.4 % (1)    | 31.0 % (1)                              |               |
| 10              | 24 марта 2016   | 28.8 % (1)    | 31.0 % (1)                              | 31.6 % (1)    | 33.3 % (1)                              |               |
| 11              | 30 марта 2016   | 29.1 % (2)    | 31.3 % (1)                              | 31.9 % (1)    | 33.5 % (1)                              |               |
| 12              | 31 марта 2016   | 31.1 % (1)    | 33.9 % (1)                              | 33.0 % (1)    | 34.3 % (1)                              |               |
| 13              | 6 апреля 2016   | 30.4 % (1)    | 33.7 % (1)                              | 33.5 % (1)    | 35.0 % (1)                              |               |
| 14              | 7 апреля 2016   | 31.1 % (1)    | 33.5 % (1)                              | 33.0 % (1)    | 35.6 % (1)                              |               |
| 15              | 13 апреля 2016  | 31.1 % (1)    | 35.6 % (1)                              | 34.8 % (1)    | 37.5 % (1)                              |               |
| 16              | 14 апреля 2016  | 35.3 % (1)    | 40.5 % (1)                              | 38.8 % (1)    | 41.6 % (1)                              |               |
| средний рейтинг | средний рейтинг | 26.27 %       | 28.54 %                                 | 28.58 %       | 30.09 %                                 |               |
| Спецэпизод      | 20 апреля 2016  |               |                                         |               |                                         |               |
| Спецэпизод      | 21 апреля 2016  |               |                                         |               |                                         |               |
| Спецэпизод      | 22 апреля 2016  |               |                                         |               |                                         |               |

## Международный показ
- Киностудия-производитель NEW заявила, что сериал был отправлен для показа в 32 странах[28].
- В Китае он показывался одновременно с премьерной трансляцией в Корее на интернет-сервисе iQiyi; по данным на апрель 2016 года, количество просмотров составило 2,3 миллиарда[29]. Популярность телесериала вызвала беспокойство министерства обороны Китая, которое даже выпустило предупреждение, говорящее, что «просмотр корейских драматических телесериалов может быть опасен и даже может привести к проблемам с законом»[30].
- В Японии сериал будет транслироваться с июня 2016 года на кабельном телеканале Eisei Gekijou; в СМИ появилась информация, что каждый эпизод сериала был продан за 100 000 долларов США[31].
- В Малайзии телесериал также транслировался в интернете параллельно с премьерным показом в Корее, а также на международном телеканале KBS World[32][33].
- В Филиппинах показ будет осуществлять GMA Network[34].
- В Сингапуре телесериал транслировался в интернете параллельно с премьерным показом в Корее[35][36][37][38]. Телесериал посмотрели 60 % пользователей транслировавшего его интернет-портала Viu, шесть песен из него вошли в топ-10 сингапурского хит-парада[39].
- В Таиланде показ начнётся 7 мая 2016 года на телеканале Channel 7[40].
- Во Вьетнаме транслировать телесериал весной 2016 года будет канал HTV2[41].
- Телесериал доступен с английскими субтитрами на портале Viki[42]. Также он был показан для зрителей мира с английскими субтитрами на международном канале KBS World[43].

## Продакт Плейсмент
Использование технологии продакт-плейсмента вызвало неоднозначную реакцию у телезрителей. Благодаря появлению продуктов в телесериале увеличили свои продажи компании Laneige, Dal.Komm Coffee и KGC Cheong Kwan Jang Korean Red Ginseng. В частности рекорд продаж побила помада от компании Laneige, которой пользовалась главная героиня; после отправки партии помады в Китай, она была распродана там всего за четыре дня. Некоторые кинокритики негативно отнеслись к избытку появления различных товаров в телесериале, что, по их мнению, отрицательно повлияло на общее содержание телесериала и его художественную ценность.